# Демонси, Карл Александрович
Карл Александрович Демонси (ум. 1867) — российский врач-патологоанатом и педагог, доктор медицины, ординарный профессор частной патологии и терапии и декан медицинского факультета при Императорском Харьковском университете.

## Биография
Об его детстве информации практически не сохранилось, да и прочие биографические сведения о нём очень скудны и отрывочны; известно лишь, что он был сыном француза и родился в Москве. Успешно окончил курс обучения в Императорском Казанском университете, а затем послан был для дальнейшей учёбы за границу, где особенно занимался патологической анатомией. Понимая всю важность этого предмета для терапии, по приезде в Харьков он первый воскресил этот предмет в Императорском Харьковском университете.
Как преподаватель, Карл Александрович Демонси отличался даром живого изложения и привлекал своим чтением не только студентов, но и врачей. Факультет оценил его дарования и при открывшейся кафедре частной патологии и терапии предложил её Демонси. Как преподаватель этого предмета, он не вдавался в теоретические подробности, а старался изложить предмет сжато и ясно. Всякое теоретическое нововведение терапии он принимал лишь после того, как оно оправдывалось многолетними опытами. К преподаванию относился добросовестно и не увлекался практикой в ущерб преподаванию.
Карл Александрович Демонси скончался 10 ноября 1867 года от катара легких.
Наиболее известные труды К. А. Демонси следующие: 1) «De labio leporino», диссертация на степень доктора медицины, 1839 г. Казань; 2) «Observations sur l’enseignement, l’étude et l’ехеrсiсе de la médecine en France, Pét.», 1841 г. 8; 3) «Синоптическая таблица накожных болезней». Харьков. 1853 г.; 4) «Клиническая таблица признаков для распознавания органических болезней». Харьков, 1853 год.

## Труды[8]
- De labio leporino. Докторская диссертация. — Казань, 1839.